# 拉波夫拉-德利列特
拉波夫拉-德利列特，是西班牙加泰罗尼亚巴塞罗那省的一个市镇。总面积51.52平方公里，总人口1192人（2013年），人口密度23人/平方公里。